# جفری کوندوگبیا
ژوفره ادوین کوندوگبیا (فرانسوی: Geoffrey Edwin Kondogbia‎؛ زادهٔ ۱۵ فوریهٔ ۱۹۹۳) بازیکن فوتبال اهل جمهوری آفریقای مرکزی است.
وی همچنین در تیم ملی فوتبال فرانسه بازی کرده‌است.